# Lissotriton helveticus
Il tritone palmato (Lissotriton helveticus Razoumowsky, 1789), noto anche come tritone elvetico, è un anfibio caudato appartenente alla famiglia dei Salamandridi.

## Descrizione
Il tritone palmato è una specie esile e slanciata, con una banda longitudinale scura che si estende da sopra l'occhio alle tempie e 3 solchi longitudinali sul capo. Le parti superiori sono marroni chiare, giallastre o olivastre, con macchie scure o una marmorizzazione indistinta. Il lato ventrale è arancione chiaro o giallognolo nella parte centrale, privo di macchie o al massimo con poche macchioline indistinte. La gola, biancastra o rosa, è anch'essa priva di macchie. Nel periodo riproduttivo i maschi presentano una bassa cresta vertebrale a margine liscio, cresta caudale mediamente sviluppata e coda dall'estremità come mozzata, con un distinto filamento terminale lungo 5-8 mm. Un altro tratto caratteristico è la palmatura scura e ben sviluppata presente sulle zampe posteriori. Le femmine in fase terrestre esibiscono spesso una linea mediana chiara sul dorso. La coda presenta lateralmente una fascia longitudinale arancione, mentre il lato superiore e inferiore portano ciascuno una fila di macchie scure, infine il bordo inferiore della coda è azzurrognolo. Sotto le dita più esterne delle zampe posteriori si trova, soprattutto nelle femmine, una minuscola macchiolina chiara. La lunghezza totale è di 7-8,5 cm nei maschi e di 8-9,5 cm nelle femmine.

## Biologia
La riproduzione di questo tritone ha luogo tra marzo e giugno in Europa centrale, mentre in Spagna e Portogallo può avere inizio già in inverno. Dopo un lungo rituale di corteggiamento, simile a quello del tritone punteggiato, la femmina depone 300-450 uova che distribuisce su piante acquatiche. La schiusa avviene dopo 2-3 settimane e le larve raggiungono la metamorfosi dopo ulteriori 6-7 settimane.

## Distribuzione e habitat
Il tritone palmato è presente in Europa occidentale, dal Portogallo centrale e settentrionale e dal nord della Spagna, passando per Francia e Regno Unito fino alla Germania centrale e al nord-ovest della Repubblica Ceca (Monti Elster). Vive soprattutto su colline boscose ad altitudini fino a circa 1000 m, ma sui Pirenei anche fino a un massimo di 2400 m. Nella stagione riproduttiva si può trovare in piccole raccolte d'acqua stagnante, generalmente fredde e spesso ricche di vegetazione, come stagni, acquitrini, pozzanghere, solchi di pneumatici o pianure alluvionali, mentre in estate vive sulla terraferma, in foreste miste rade.

## Tassonomia
La forma nominale L. h. helveticus popola la maggior parte dell'areale di distribuzione, mentre sono ancora dibattute le due sottospecie iberiche L. h. punctillatus (Sierra de la Demanda, nei pressi di Burgos) e L. h. alonsoi (Spagna nord-occidentale, centro e nord del Portogallo).